# Fluoroscopia
La fluoroscopia è una tecnica radiologica per ottenere immagini in tempo reale dell'anatomia interna di un paziente, attraverso l'uso di un fluoroscopio. Nella sua forma più semplice, un fluoroscopio è composto di una sorgente di raggi X ed uno schermo fluorescente, tra i quali è posizionato il paziente. I fluoroscopi moderni accoppiano lo schermo ad un intensificatore di immagine e ad una videocamera digitale, permettendo di registrare e riprodurre su monitor le immagini ottenute.
L'uso dei raggi X, una forma di radiazione ionizzante, richiede che i potenziali rischi dell'esposizione siano attentamente bilanciati dai benefici, in genere diagnostici, che l'esame è in grado di offrire. Nonostante si cerchi di usare dosi ridotte di radiazioni, il tempo di esposizione di una fluoroscopia è piuttosto lungo e la dose assorbita risulta relativamente alta. Gli ultimi sviluppi della tecnica, tra cui l'introduzione della digitalizzazione delle immagini e la costruzione di rivelatori più avanzati, hanno portato alla nascita della fluoroscopia digitale, oltre ad aver permesso ulteriori riduzioni delle dosi di radiazioni.

## Storia

Un pasto baritato visto tramite fluoroscopia.

Precursore della fluoroscopia, e delle altre tecniche radiologiche, fu la scoperta dei raggi X, avvenuta l'8 novembre 1895 da parte di Wilhelm Röntgen. Egli scoprì un effetto di fluorescenza in uno schermo di platinocianide di bario, in seguito all'esposizione a radiazioni che poi sarebbero state chiamate raggi X. Qualche mese dopo, in contemporanea con la nascita della radiografia, furono costruiti i primi fluoroscopi. Thomas Edison scoprì successivamente che gli schermi di scheelite producevano immagini più brillanti; a lui è accreditata la progettazione e la produzione del primo fluoroscopio commerciale. Inizialmente si pensava che le immagini in tempo reale della fluoroscopia avrebbero completamente prevalso sulle tecniche radiografiche, cosa che non si verificò a causa della superiore qualità, quindi maggiore valenza diagnostica, dei radiogrammi prodotti da queste ultime.
Agli albori delle tecniche radiologiche, gli effetti dannosi dei raggi X non erano ancora noti, di conseguenza non venivano prese adeguate misure di sicurezza come quelle utilizzate oggi. Scienziati e medici subivano spesso danni somatici e ustioni da radiazioni in seguito a esposizioni dirette e prolungate al fascio di raggi X. Emersero anche applicazioni triviali della fluoroscopia, tra i quali il fluoroscopio per le misure delle scarpe, usato nei negozi tra gli anni trenta e gli anni cinquanta.
A causa della debole luce prodotta dagli schermi fluorescenti, i primi esami radiologici si svolgevano in stanze oscurate e i radiologi erano costretti ad abituare gli occhi all'oscurità, perché fossero più sensibili alla luce, prima di eseguire l'esame. Il posizionamento del radiologo dietro lo schermo era soggetto ad alti e pericolosi livelli di dose assorbita. Wilhelm Trendelenburg inventò gli occhiali rossi di adattamento nel 1916, per superare il problema dell'adattamento degli occhi all'oscurità, studiato precedentemente da Antoine Beclere. Gli occhiali permettevano di lavorare normalmente, lasciando passare principalmente la luce rossa che è caratterizzata da lunghezze d'onda relativamente elevate. A tali lunghezze, i bastoncelli, principali responsabili della vista in condizioni di semioscurità, sono insensibili mentre i coni non lo sono.
Negli anni cinquanta, lo sviluppo degli intensificatori di immagine a raggi X e della telecamera rivoluzionarono la fluoroscopia. Gli occhiali di adattamento diventarono presto obsoleti dato che l'intensificatore permetteva di amplificare la luce prodotta dallo schermo fluorescente, permettendo di lavorare in una stanza illuminata. L'aggiunta della telecamera rese successivamente possibile la visualizzazione delle immagini su un monitor, permettendo al radiologo di osservarle in una stanza separata e riducendo i rischi di esposizione alle radiazioni.
Moderni miglioramenti negli schermi a fluorescenza, negli intensificatori di immagine e nei rivelatori a pannello piatto hanno permesso di incrementare la qualità dell'immagine, minimizzando al contempo la dose di radiazioni assorbita dal paziente. I fluoroscopi moderni usano schermi a ioduro di cesio e producono immagini a basso livello di rumore, assicurando sufficiente qualità con minime dosi di radiazioni.

## Rischi
Dal momento che la fluoroscopia fa uso di raggi X, una forma di radiazione ionizzante, tutti gli esami fluoroscopici costituiscono un potenziale rischio per la salute del paziente. Le dosi di radiazione assorbita dipendono principalmente dalla superficie esposta e dal tempo di svolgimento della procedura, in genere dai 20 ai 50 mGy/min. Il tempo di esposizione varia in funzione del tipo di esame fluoroscopico, ma sono documentati tempi di svolgimento fino a 75 minuti. A causa dei lunghi tempi di esposizione, oltre ai danni somatici stocastici (potenzialità cancerogena), sono emersi anche casi danni somatici deterministici che vanno da comuni eritemi a ustioni da radiazione più gravi.
La Food and Drug Administration (USA) ha svolto uno studio sulle ustioni da radiazioni assorbite tramite fluoroscopia ed ha pubblicato un comunicato per la sanità pubblica con disposizioni volte a minimizzare il numero di casi di questo tipo.
Ad ogni modo, mentre sono comunque riscontrabili danni somatici deterministici, le ustioni da radiazione non sono comuni negli esami fluoroscopici standard. Le procedure di durata tale da produrre questo tipo di danno sono in genere parte di operazioni strettamente necessarie alla sopravvivenza del paziente.

## Fluoroscopio
I primi fluoroscopi erano costituiti da un tubo radiogeno ed uno schermo fluorescente, tra i quali era posizionato il paziente. Nell'attraversare il corpo, i raggi X vengono attenuati in misura variabile a causa dell'interazione con le differenti strutture interne del corpo umano, proiettando determinate ombre sullo schermo fluorescente. Le immagini sullo schermo sono prodotte dai raggi X non attenuati che interagiscono con gli atomi, trasmettendo la loro energia agli elettroni e provocando così un effetto fotoelettrico. Mentre gran parte dell'energia acquisita dagli elettroni viene dissipata sotto forma di calore, una sua frazione genera luce visibile, generando le immagini. I primi radiologi dovevano adattare gli occhi all'oscurità, o usare gli occhiali rossi di adattamento.

### Intensificatori di immagine a raggi X
L'invenzione degli intensificatori di immagine a raggi X negli anni cinquanta permise di visualizzare le immagini sullo schermo in condizioni normali di luminosità, oltre a permettere di registrare le stesse con una comune telecamera. All'accoppiamento di intensificatori e videocamere è seguito, in epoca recente, l'uso di videocamere digitali a CCD, permettendo l'archiviazione elettronica delle immagini.
I moderni intensificatori di immagine non usano più uno schermo fluorescente separato, ma un tubo intensificatore sul fotocatodo del quale è direttamente depositato in fosforo di ioduro di cesio. In un sistema generico, l'immagine in uscita è approssimativamente 105 volte più luminosa di quella in ingresso. Il guadagno di luminosità è dato da un guadagno di flusso (amplificazione del numero di fotoni) e da un guadagno di riduzione (concentrazione di fotoni da uno schermo più grande in ingresso su uno schermo più piccolo di uscita): entrambe le tecniche offrono un aumento di circa 100 volte sulla luminosità dell'immagine originaria. Un guadagno così elevato, a causa del limitato numero di fotoni in gioco, rende il rumore quantistico un fattore rilevante, che può pregiudicare la qualità delle immagini.
Gli intensificatori di immagine hanno diametri dello schermo d'ingresso fino a 45 cm ed una risoluzione approssimativa di 2-3 paia linee per millimetro.

### Rivelatori a pannello piatto
L'introduzione di rivelatori a pannello piatto ha sostituito gli intensificatori d'immagine nei fluoroscopi. Questo tipo di rivelatori offre maggiore sensibilità ai raggi X, quindi la possibilità di ridurre la dose assorbita dal paziente e di ottenere una risoluzione temporale migliore, caratteristica che riduce la sfocatura delle immagini in movimento. Anche il rapporto di contrasto è superiore: i rivelatori a pannello piatto presentano una risposta lineare per un'ampia gamma di valori, mentre gli intensificatori hanno contrasto massimo di 35:1. La risoluzione spaziale è approssimativamente la medesima, anche se le immagini prodotte dagli intensificatori, se ingrandite, risultano leggermente migliori.
Questo tipo di rivelatori è sensibilmente più oneroso nei costi d'acquisto e di riparazione rispetto agli intensificatori di immagine, di conseguenza sono principalmente utilizzati per pratiche che richiedano imaging ad alta velocità, come angiografia o cateterizzazione cardiaca.